# 第X因子
第X因子（だいじゅういんし、英: factor X）とは、血液凝固カスケードを構成する酵素（EC 3.4.21.6）の1つである。セリンプロテアーゼの1種であり、PA clan (英語)に含まれる。Stuart–Prower因子と呼ばれることもある。

## 生理学
第X因子は肝臓でビタミンK依存的に合成される。
第X因子は、いずれもセリンプロテアーゼである内因系テンナーゼ(intrinsic Xase)または外因系テンナーゼ(extrinsic Xase)によって活性化されて第Xa因子となる。内因系テンナーゼとは、第IX因子と、その補因子である第VIII因子などが複合体を形成したものである。一方、外因系テンナーゼとは第VII因子と、その補因子である組織因子が複合体を形成したものである。したがって、第X因子は外因系と内因系の共通経路の開始点である。
第X因子はプロトロンビンを2箇所で切断する。1箇所はArg-Thrの結合であり、もう1箇所はArg-Ileの結合である。これにより、プロトロンビンは活性型のトロンビンとなる。この過程は、第Xa因子が補因子である第Va因子と共にプロトロンビナーゼ複合体を形成することで速やかに進行する。
第Xa因子は、セリンプロテアーゼインヒビターであるプロテインZ依存性プロテアーゼインヒビター(英語)(ZPI)によって不活化される。ZPIの第Xa因子に対する親和性は、プロテインZ(英語)存在下で1000倍以上になるが、第XI因子の不活化についてはプロテインZに非依存的である。プロテインZ欠損症においては第Xa因子の活性が亢進し、血栓形成傾向になる。
第X因子の半減期は40時間から45時間ほどである。

## 第Xa因子の構造
ヒト第Xa因子の結晶構造が最初に報告されたのは1993年である。今日では、第Xa因子と様々な阻害因子の複合体について191通りの結晶構造がタンパク質データバンクに蓄積されている。
第Xa因子の活性部位は4つのサブポケットから成り、S1, S2, S3, S4と呼ばれている。S1サブポケットは基質の選択性や基質との結合を担う部位である。S2サブポケットは小さく浅い部分であり、形態はよくわかっていないが、S4と一体化するらしい。S3サブポケットはS1の辺縁にあり、溶媒に対して露出している。S4サブポケットには3つのリガンド結合部位があり、"hydrophobic box", "cationic hole" および the water site である。
多くの第Xa因子阻害因子はL字型の構造をしている。一方の部位がS1のAsp189, Ser195, Tyr228の陰性アミノ酸残基の部位を占め、他方がS4のTyr99, Phe174, Trp215の芳香族アミノ酸残基の部分を占める。そして典型的には、両者を強固なリンカーが橋渡ししている。

## 遺伝子
ヒト第X因子の遺伝子は、13番染色体（13q34）にコードされている。

## 疾患との関係
ヒトにおいて、先天性第X因子欠損症は稀であり、50万出生に1人である。血液凝固が上手くゆかないため、典型的な症状として鼻出血、関節内出血、あるいは消化管出血が現れる。先天性第X因子欠損症の他に、様々な疾患に合併して血漿第X因子活性の低下を来たすことがある。たとえばアミロイドーシスでは第X因子がアミロイド繊維に吸着されて減少することがある。
ビタミンK欠乏症やワルファリン等の作用では、生理的活性を持たない第X因子が産生される。ワルファリンによる抗凝固療法は、これを利用して塞栓症を予防するものである。この他、第Xa因子を直接阻害して抗凝固療法を行うための薬剤も存在しており、例えば、アピキサバン、エドキサバン、ダレキサバン、リバーロキサバンなどがある。

## 治療との関係
第X因子は新鮮凍結血漿の成分でもあり、またプロトロンビナーゼ複合体の構成要素でもある。第X因子製剤としてはCSL Behringによる'Factor X P Behring'が市販されている。
また、Bio Products Laboratoryは高純度の第X因子製剤を製造し、2013年10月にアメリカ食品医薬品局の認可を受けた。

## 生化学における利用
第Xa因子は、生化学分野においてプロテアーゼとして用いられることもある。切断部位はIle-Glu-Gly-ArgまたはIle-Asp-Gly-Argという配列のアルギニンの後である。これは、特にタンパク質をタグ付けして合成し、後からタグを切断する場合などに用いられる。

## 第Xa因子

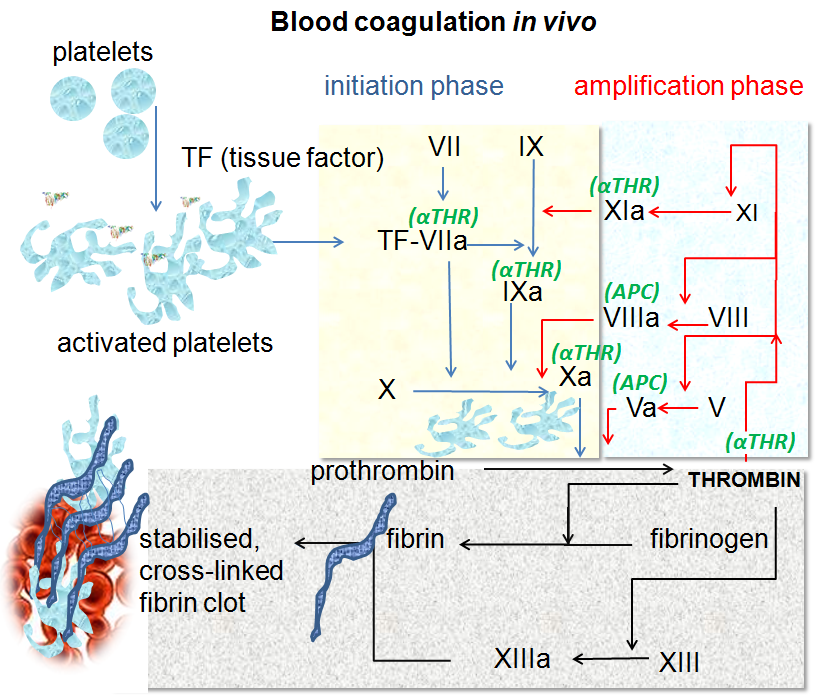
Blood coagulation pathways in vivo showing the central role played by thrombin

血液凝固系について1960年代に提案されたモデルでは、2つの経路が存在すると仮定されていた。1つは組織因子が関係する外因系経路であり、もう1つは内因系経路である。両者は共通の経路に合流して第Xa因子/第Va因子複合体を形成し、カルシウム存在下でリン脂質表面に結合する。そしてプロトロンビンからトロンビンを生成すると考えられたのである。
近年では、細胞を考慮することで、より適切に血液凝固の仮定を説明するモデルが提案されている。このモデルでは、凝固は3つの段階から成る。第1段階では、組織因子を発現している細胞において凝固が開始される。第2段階では、その細胞によって生成されたトロンビンによって前凝固シグナルが増幅される。そして第3段階ではトロンビン生成が血小板表面に伝播する。第Xa因子は、この3つの段階全てにおいて重要な役割を担っている。
第1段階では、まず第VII因子が細胞表面の膜貫通タンパク質である組織因子に結合し第VIIa因子となる。その結果として生じる第VIIa因子/組織因子複合体は第X因子および第IX因子を活性化する。これにより生じた第Xa因子は第V因子と結合してプロトロンビナーぜを形成し、細胞表面で少量のトロンビンを生成する。
第2段階では、トロンビンの増幅が行われる。充分量のトロンビンが生成されると、血小板および血小板関連補因子が活性化する。
第3段階では、最終的なトロンビンの生成が行われる。第XI因子は、活性化した血小板の表面において第IX因子を活性化する。そして第IXa因子は第VIII因子と共にテンナーゼ複合体(tenase complex)を形成する。テンナーゼ複合体は第X因子を活性化するため、正のフィードバックとなり「トロンビンバースト」を来たすのである。1分子の第Xa因子は1000分子ものトロンビンを生成できる。このトロンビンバーストは、フィブリンが重合して血栓を形成する上で重要である。
今日行われている多くの坑凝固療法の機序は、第X因子の合成または活性化を阻害する、というものである。ワルファリンはクマリンの誘導体であり、経口坑凝固薬として日本やアメリカ合衆国などで広く用いられている。ヨーロッパの一部の国では、他のクマリン誘導体であるphenprocoumon(英語)やacenocoumarol(英語))が用いられている。これらの薬剤は、ビタミンK依存的な翻訳後カルボキシル化を阻害することで、生理活性のある第II因子、第VII因子、第IX因子、第X因子の合成を妨げる。
ヘパリンや低分子量ヘパリンは、アンチトロンビンに結合して第IIa, Xa, XIa, XIIa因子を不活化する。ヘパリン-アンチトロンビン複合体の各凝固因子に対する親和性はさまざまであるが、第Xa因子に対する選択性が高いほど抗凝固能も高くなる。低分子量ヘパリンは、未分画ヘパリンに比して、第Xa因子に対する選択性が高い。また、フォンダパリヌクスは、ヘパリンのうち第Xa因子との結合およびコンフォメーション変化に必要な糖鎖からなる五糖類であり、第Xa因子を選択的に不活化する。こうしたヘパリン等による抗凝固作用は、アンチトロンビンの存在に依存していることから「間接的」な作用と表現される。
近年、より特異的に、かつ直接に第Xa因子を阻害する薬剤が開発されている。たとえばrivaroxaban, apixaban, betrixaban, LY517717, darexaban (YM150), edoxaban および 813893 である。これらの薬剤は経口的に投与できることに加えて、理論上、現在の抗凝固薬よりも優れていると考えられている。効果の発現は速やかであり、遊離型の第Xa因子とプロトロンビナーゼ複合体を形成している第Xa因子の両方に作用する。

## 歴史
アメリカ合衆国およびイギリスの科学者達が、それぞれ独立に、第X因子欠損症を1953年と1956年に報告した。その他の凝固因子と同様に、この因子は、当初は患者の名前をとって命名された。その患者とは Rufus Stuart (1921)および Audrey Prower (1934)である。

## 薬物相互作用
第X因子は組織因子経路阻害薬との相互作用が報告されている。

## 関連図書
- Cooper DN, Millar DS, Wacey A (1997). “Inherited factor X deficiency: molecular genetics and pathophysiology”. Thromb. Haemost. 78 (1):  161–72. PMID 9198147.
- Hassan HJ, Leonardi A, Chelucci C (1990). “Blood coagulation factors in human embryonic-fetal development: preferential expression of the FVII/tissue factor pathway”. Blood 76 (6):  1158–64. PMID 1698100.
- Messier TL, Pittman DD, Long GL (1991). “Cloning and expression in COS-1 cells of a full-length cDNA encoding human coagulation factor X”. Gene 99 (2):  291–4. doi:10.1016/0378-1119(91)90141-W. PMID 1902434.
- Krishnaswamy S (1990). “Prothrombinase complex assembly. Contributions of protein-protein and protein-membrane interactions toward complex formation”. J. Biol. Chem. 265 (7):  3708–18. PMID 2303476.
- España F, Berrettini M, Griffin JH (1989). “Purification and characterization of plasma protein C inhibitor”. Thromb. Res. 55 (3):  369–84. doi:10.1016/0049-3848(89)90069-8. PMID 2551064.
- Fung MR, Hay CW, MacGillivray RT (1985). “Characterization of an almost full-length cDNA coding for human blood coagulation factor X”. Proc. Natl. Acad. Sci. U.S.A. 82 (11):  3591–5. doi:10.1073/pnas.82.11.3591. PMC 397831. PMID 2582420.
- Jagadeeswaran P, Reddy SV, Rao KJ (1990). “Cloning and characterization of the 5' end (exon 1) of the gene encoding human factor X”. Gene 84 (2):  517–9. doi:10.1016/0378-1119(89)90529-5. PMID 2612918.
- Reddy SV, Zhou ZQ, Rao KJ (1989). “Molecular characterization of human factor XSan Antonio”. Blood 74 (5):  1486–90. PMID 2790181.
- Kaul RK, Hildebrand B, Roberts S, Jagadeeswaran P (1986). “Isolation and characterization of human blood-coagulation factor X cDNA”. Gene 41 (2–3):  311–4. doi:10.1016/0378-1119(86)90112-5. PMID 3011603.
- Broze GJ, Warren LA, Novotny WF (1988). “The lipoprotein-associated coagulation inhibitor that inhibits the factor VII-tissue factor complex also inhibits factor Xa: insight into its possible mechanism of action”. Blood 71 (2):  335–43. PMID 3422166.
- Gilgenkrantz S, Briquel ME, André E (1986). “Structural genes of coagulation factors VII and X located on 13q34”. Ann. Genet. 29 (1):  32–5. PMID 3487272.
- Leytus SP, Foster DC, Kurachi K, Davie EW (1986). “Gene for human factor X: a blood coagulation factor whose gene organization is essentially identical with that of factor IX and protein C”. Biochemistry 25 (18):  5098–102. doi:10.1021/bi00366a018. PMID 3768336.
- Leytus SP, Chung DW, Kisiel W (1984). “Characterization of a cDNA coding for human factor X”. Proc. Natl. Acad. Sci. U.S.A. 81 (12):  3699–702. doi:10.1073/pnas.81.12.3699. PMC 345286. PMID 6587384.
- McMullen BA, Fujikawa K, Kisiel W (1983). “Complete amino acid sequence of the light chain of human blood coagulation factor X: evidence for identification of residue 63 as beta-hydroxyaspartic acid”. Biochemistry 22 (12):  2875–84. doi:10.1021/bi00281a016. PMID 6871167.
- Marchetti G, Castaman G, Pinotti M (1995). “Molecular bases of CRM+ factor X deficiency: a frequent mutation (Ser334Pro) in the catalytic domain and a substitution (Glu102Lys) in the second EGF-like domain”. Br. J. Haematol. 90 (4):  910–5. doi:10.1111/j.1365-2141.1995.tb05214.x. PMID 7669671.
- Morgenstern KA, Sprecher C, Holth L (1994). “Complementary DNA cloning and kinetic characterization of a novel intracellular serine proteinase inhibitor: mechanism of action with trypsin and factor Xa as model proteinases”. Biochemistry 33 (11):  3432–41. doi:10.1021/bi00177a037. PMID 8136380.
- Heeb MJ, Rosing J, Bakker HM (1994). “Protein S binds to and inhibits factor Xa”. Proc. Natl. Acad. Sci. U.S.A. 91 (7):  2728–32. doi:10.1073/pnas.91.7.2728. PMC 43443. PMID 8146182.
- Inoue K, Morita T (1993). “Identification of O-linked oligosaccharide chains in the activation peptides of blood coagulation factor X. The role of the carbohydrate moieties in the activation of factor X”. Eur. J. Biochem. 218 (1):  153–63. doi:10.1111/j.1432-1033.1993.tb18361.x. PMID 8243461.
- Padmanabhan K, Padmanabhan KP, Tulinsky A (1993). “Structure of human des(1-45) factor Xa at 2.2 A resolution”. J. Mol. Biol. 232 (3):  947–66. doi:10.1006/jmbi.1993.1441. PMID 8355279.
- Sinha U, Wolf DL (1993). “Carbohydrate residues modulate the activation of coagulation factor X”. J. Biol. Chem. 268 (5):  3048–51. PMID 8428982.